# Lucas Mancinelli
Lucas Eduardo Mancinelli (La Plata, 6 luglio 1989) è un calciatore argentino, difensore del Deportivo Cuenca.

## Caratteristiche tecniche
È un terzino destro.

## Carriera
È cresciuto nelle giovanili del Lanús.